# Masasteron haroldi
Masasteron haroldi là một loài nhện trong họ Zodariidae.
Loài này thuộc chi Masasteron. Masasteron haroldi được Barbara C. Baehr miêu tả năm 2004.